# Rejilla pantalla

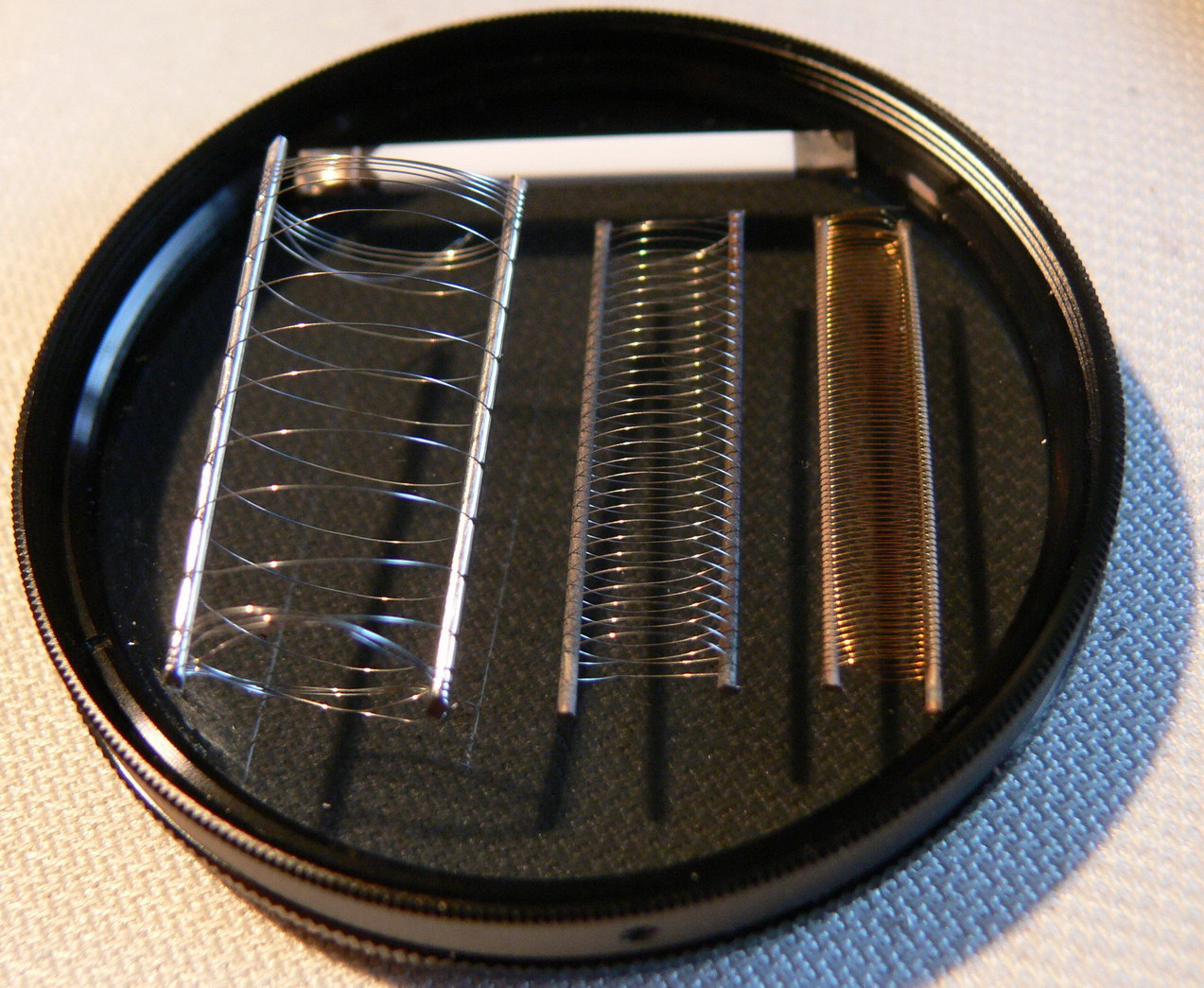
Rejilla pantalla de una EL84 en el centro de la foto

La  rejilla pantalla  es un elemento de una Válvula termoiónica. La rejilla pantalla es la segunda reja en los tubos de rejillas múltiples, y está situada entre el cátodo y el ánodo.
Su construcción es elíptica o circular (dependiendo del formato del cátodo), con la sección perpendicular al cátodo, que queda en el eje central. Como su nombre implica, la rejilla está construida con alambre en forma de espiral.
Se encuentra situada entre la reja de control y la ánodo y transforma así un triodo en un tetrodo. La reja pantalla está normalmente conectada a la alta tensión a través de una Resistencia desacoplada por un condensador conectado a masa. La rejilla pantalla actúa como un blindaje entre la reja de control y el ánodo reduciendo así la capacitancia entre estos dos elementos, lo que permite el funcionamiento a frecuencias más altas.
Hay tubos de vacío con más de una reja pantalla, que están normalmente conectadas entre sí.